# Playing Kafka
Playing Kafka — бесплатная приключенческая компьютерная игра, разработанная и изданная чешской студией Charles Games в сотрудничестве с Институтом имени Гёте. Игра была выпущена 21 мая 2024 года для Windows, iOS и Android. Игра разработана в рамках столетия со дня смерти Франца Кафки.
Игра адаптирует произведения писателя, включая «Процесс», «Письмо отцу» и «Замок».

## Игровой процесс

Скриншот геймплея, на котором игрок выбирает ответ на вопрос «Do I really feel guilty?»

Playing Kafka представляет собой сюрреалистическую приключенческую игру с элементами drag-and-drop и point-and-click. Игровой процесс включает в себя исследование локаций, взаимодействие с объектами и принятие решений. Основную часть игры составляют диалоги с персонажами и решение головоломок.

## Сюжет
Игра адаптирует три произведения Франца Кафки: «Процесс», «Письмо отцу» и «Замок». В «Процессе» игрок сталкивается с абсурдной судебной системой, где главный герой игры пытается очистить своё имя от ложных обвинений. «Письмо отцу» представляет собой личное и эмоциональное обращение писателя к своему отцу. «Замок» предлагает исследование бюрократического лабиринта, полного непостижимых преград.

## Разработка и выпуск
Игра была разработана чешской студией Charles Games в сотрудничестве с Институтом имени Гёте. Проект создан в рамках столетия со дня смерти Франца Кафки. По словам разработчиков, они стремились не просто адаптировать произведения Кафки, а переосмыслить его темы в формате компьютерной игры. Разработчики тщательно изучали книги, дневники и письма писателя, работая в сотрудничестве с экспертами по творчеству Кафки.
Директор студии Лукаш Колек (чеш. Lukáš Kolek) объяснил использование элемента drag-and-drop тем, что «это делает персонажей похожими на марионеток, как и герои романов Кафки, чувствующие себя так под гнётом подавляющих бюрократических структур и непостижимых схем».
Игра была выпущена 21 мая 2024 года на платформах Windows, iOS и Android.

## Восприятие

### Отзывы критиков
| Иноязычные издания | Иноязычные издания |
| Издание            | Оценка             |
| ------------------ | ------------------ |
| The Guardian       | [ 4 ]              |

Издание The Guardian отметило, что игра «не смогла бы удовлетворить самого Кафку» и превратилась бы для него в «кошмар: потеряться в лабиринте из собственных слов, столкнувшись с несуществующими целями и вариантами выбора, не дающими никакой свободы».
Никола Левова из INDIAN отметила, что игра продолжает традицию студии Charles Games, создавая «нестандартные проекты с глубокими темами». Она отметила, что «тяжесть слов в каждой фразе из Playing Kafka оказывает интенсивное, незабываемое эмоциональное воздействие».
Владимир Квиткович из SECTOR.sk отметил, что игра отдаёт дань великому писателю, однако «терпит поражение в самом главном — в развлечении, скучном геймплее и примитивных головоломках».
Иван Моррис из PocketGamer сравнил игру с Please Touch the Artwork 2, отметив, что обе игры пытаются познакомить нас с творчеством выдающихся личностей через интерактивный формат.

### Награды и номинации
Playing Kafka стала финалистом на GDWC (Game Development World Championship) 2024 Summer Awards в категории «Лучшая мобильная игра». Игра была включена в список игр официальной программы конвенции повествовательных игр AdventureX 2024. Также игра была номинирована на TIGA (The Independent Game Developers' Association) Games Industry Awards 2024 в категориях «Награда за культурное наследие в играх» и «Лучшая образовательная, серьёзная или симуляционная игра».